# لونا آندره
لونا آندره (انگلیسی: Lona Andre؛ ‏ ۲ مارس ۱۹۱۵ – ۱۸ سپتامبر ۱۹۹۲) هنرپیشه اهل ایالات متحده آمریکا بود. وی بین سال‌های ۱۹۳۳ تا ۱۹۴۷ میلادی فعالیت می‌کرد.
از فیلم‌هایی که وی در آنها بازی کرده‌است، می‌توان به روابط ما اشاره کرد.